# 内田真由
内田 真由（うちだ まゆ、1985年12月8日 - ）は、日本の元AV女優。

## 略歴・人物
新潟県出身。
趣味・特技はサイクリング、料理。
2010年6月、現役バレーボール選手の触れ込みでAVデビュー。所属事務所はチーズバーガー。
2011年に引退し、公式ブログも閉鎖。

## 出演作品

### アダルトビデオ
2010年
- 現役バレーボール選手がAVデビュー! 身長182cmの高身長美女アスリートがカメラの前でオチンチン入れちゃった♥（6月24日、ROCKET）
- 180以上の女（7月8日、アキノリ）
- XLボディ 180cm! フェ痴虐デカデカお嬢様 （7月26日、イズム）
- 身長182cm 高身長バレーボール選手 内田真由のビーチバレー（8月5日、ROCKET）
- 身長182cm内田真由×身長135cm江川小春 究極の身長差Wアクメ（9月9日、ROCKET）共演:江川小春
- 日本一背の高いオンナノコ（9月23日、人間考察）
- 超身パラノイア（9月24日、JAMS）
- 180以上の女 内田真由の日常生活（11月18日、アキノリ）
- 肉食ドMレディ Nymphomania（12月5日、ドリームチケット）
- 短小チ●ポの低身長男をバカにする182cmの長身女優内田真由（12月5日、フリーダム）
- 恥じらいのあしのうら vol.3（12月5日、フリーダム）他出演:桜りお、月島美唯、遥美結、秋月みなみ、沢村サリナ、星崎キララ、管野しずか、速水静音、みはる雫、仁村幸代、沼田小夜子、東尾淳子、田上まきえ、皐月りぼん、倉谷かほ、宮崎由麻、堀江志保美、朝倉ことみ、原沢さな、芹川レイラ、小西レナ
- 長身母娘レズビアン（12月25日、マドンナ）共演:星杏奈

2011年
- 182cmのソープ嬢（1月1日、エメラルド映像）
- 長身女教師の奴隷性活 （1月13日、ムーディーズ）
- アスリートマニア 15 〜バレーボール編〜（1月13日、ミル）
- 巨女ペニス狩り 2（1月25日、しのだプロジェクト）※「マユ」名義　共演:アンナ
- 日本一背の高いオンナノコ 2（2月19日、人間考察）共演:江川小春
- 美人アスリート崩壊アクメ 悪魔の肉体 3（3月12日、ベイビーエンターテイメント）
- いま、ナマイキ言ったのは、このクチか? ドM美女奴隷・強制フェラ一撃顔射（3月15日、ワープエンタテインメント）他出演:亜希菜、仁科百華、まりか、ましろ杏、松すみれ、桐岡さつき、葉月しおり
- 極太ディルド騎乗位オナニー （4月1日、ワンズファクトリー）他出演:紗奈、哀川りん、森ななこ、黒木麻衣、伊沢美春、優木リノア、沙菜恵
- デカい女の童貞狩り（4月5日、ワープエンタテインメント）
- 高級 黒パンスト美脚フェチ（4月13日、マルクス兄弟）
- 涎まみれフェラチオ（4月19日、エッジ）他出演:野中あんり、吉沢花梨 ほか
- ぬるぬるローション競泳水着（5月15日、ワンズファクトリー）他出演:紗奈、北条麻妃、星野あかり、泉麻那、優木リノア、愛内ゆう

### イメージビデオ
- 女の旅湯 「大仁温泉編」 4人の艶女たち （2011年4月28日、オルスタックピクチャーズ）他出演:糸矢めい、鈴木ワコ、水沢えみり